# Живи веселее, развлекайся с нами
Живи веселее, развлекайся с нами (итал. Per vivere meglio, divertitevi con noi) — итальянская кинокомедия из трех новелл режиссера Флавио Могерини, выпущенная в 1978 году.

## Сюжет
Фильм состоит из трех новелл.
Очень близкая встреча: Женщина после перенесенного насилия со стороны семи гималайских шерпов, стала страдать фобией, которая характеризуется отвращением к сексу.
Григорианская теорема: Человек по убеждению своего приятеля решил проверить верность своей жены.
Вы можете не объяснять, вы должны увидеть: Владелец скаковой лошади хочет выиграть гонку, которая решит все его экономические проблемы.